# Prorocopis euxantha
Prorocopis euxantha är en fjärilsart som beskrevs av Oswald Beltram Lower 1902. Prorocopis euxantha ingår i släktet Prorocopis och familjen nattflyn. Inga underarter finns listade i Catalogue of Life.

## Bildgalleri

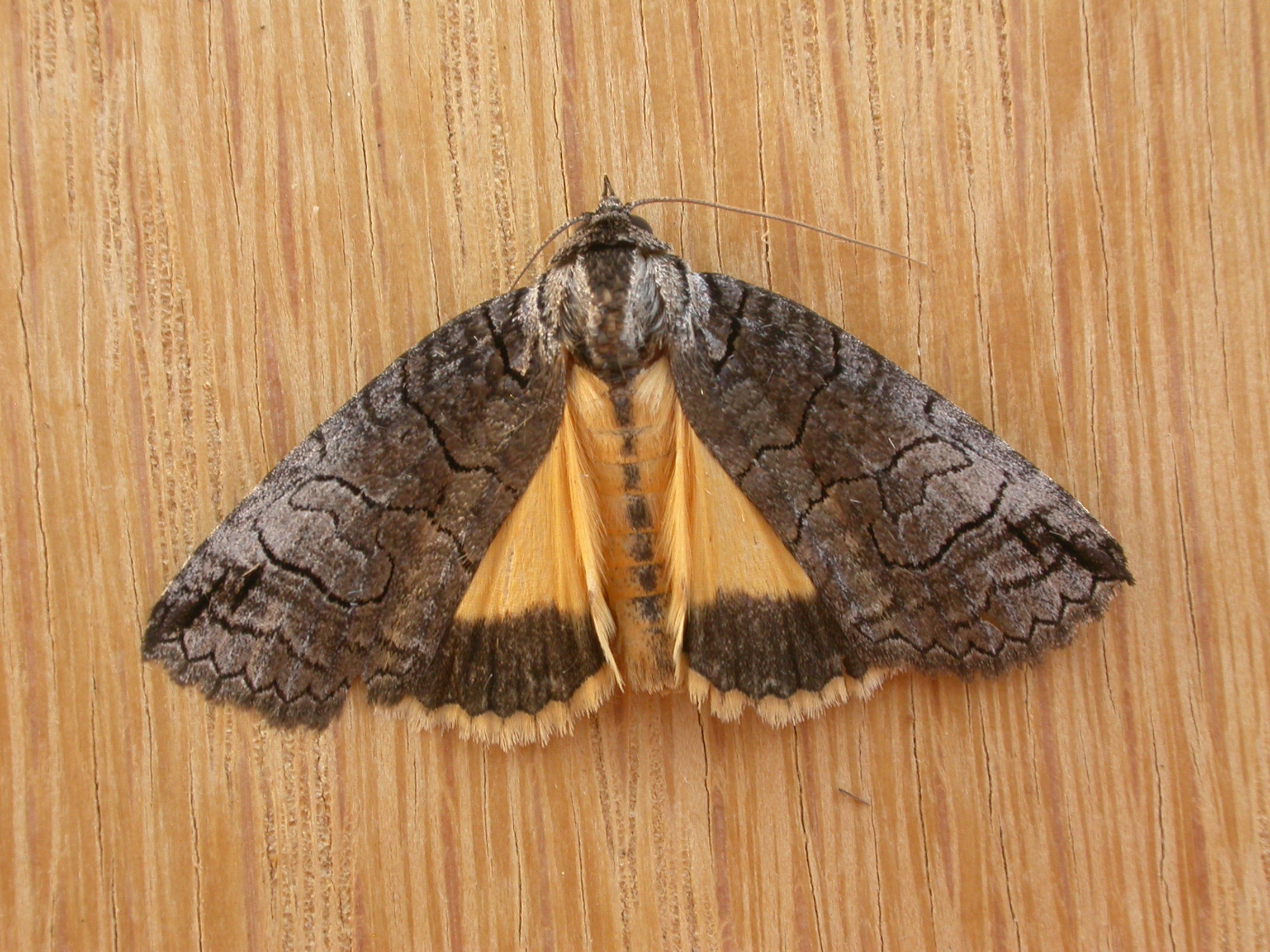